# Stéphane Trano

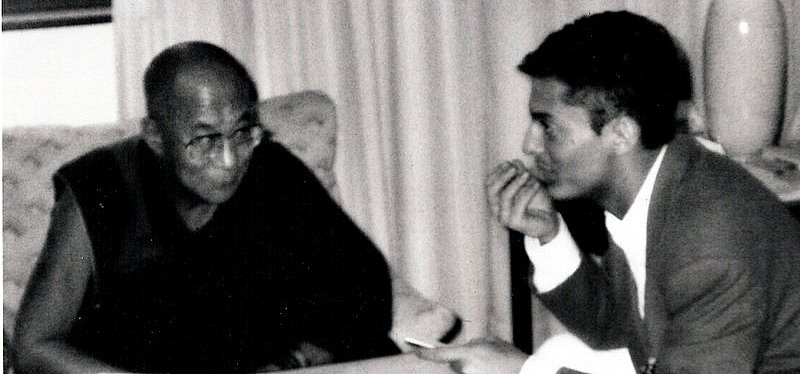
Stéphane-Xavier Trano avec le dalaï-lama en 1994

Stéphane Trano (né le 1er février 1969 à Annecy, Haute-Savoie) est un écrivain et journaliste Franco-Américain, spécialiste des États-Unis et diplômé de l'Université Columbia à New York. Il notamment écrit le blog Objectif Washington pour Marianne, de 2012 à 2016, Chronique d'un étudiant à Columbia, pour Le Point, en 2018-2019. Il collabore depuis 2021 à L'Express où il réalise des grands entretiens pour les pages Idées & Débats. 

## Biographie
Après des débuts aux rédactions du Nouvel Observateur et de V.S.D., Stéphane Trano a mené de nombreux entretiens de personnalités. Journaliste à l'hebdomadaire Tribune Juive de 1992 à 1995, il a proche conseiller de Jean Kahn, alors président du Congrès Juif Européen et vice-président du Congrès Juif Mondial, de 1992 à 1998, et de Patrick Gaubert, chargé de Mission pour la Lutte contre le racisme et l'antisémitisme au ministère de l'Intérieur (1991-1995). Critique néanmoins des débordements du devoir de mémoire dans les années 1990, il s'est rapproché de l'ancien président du CRIF Théo Klein et s'est engagé en faveur du processus de paix Israélo-palestinien, tout en demeurant un solide supporter de l'état hébreu, publiant une série de tribunes dans Libération. Ses prises de positions ont été critiquées par une partie de la communauté juive de France. Il en a tiré les conclusions à l'automne 1995, après sa rencontre, quelques jours après l'assassinat du Premier ministre israélien Yitzhak Rabin, avec le président de l'Autorité Palestinienne, Yasser Arafat, qui lui a demandé de co-diriger une lettre d'information sur le développement économique des Territoires sous administration palestinienne, en collaboration avec l'agence de presse palestinienne WAFA. La lettre économique palestinienne connaîtra onze numéros, publiés en Français, Anglais et Arabe. 
Auteur engagé, proche de Pierre Bergé et de Jean Lacouture, il a milité aux côtés du sociologue Pierre Bourdieu pour soutenir les droits des couples de même sexe à adopter un enfant. Proche de Mazarine Pingeot-Mitterrand, il a signé deux essais biographiques sur François Mitterrand, ainsi que le blog de Jack Lang. 
Stéphane Trano vit aux États-Unis depuis 2007. Il a publié un essai biographique critique sur John Fitzgerald Kennedy en 2013, et travaille actuellement à son quatrième ouvrage, consacré à ses années à l'université Columbia et aux ravages de la culture woke.

## Principales fonctions journalistiques
- Blogueur Associé pour Marianne (1992-1996)
- Journaliste à l'hebdomadaire Tribune juive (1992-1995)
- Co-rédacteur en chef de la Lettre économique palestinienne (1996-1998)
- Rédacteur en chef de l'agence de presse Infonie Média (2000-2002)
- Correspondant aux États-Unis pour TSF-Jazz et Radio Nova (2012-2019)
- Chroniqueur pour Le Point (2018-2019)
- Collaborateur à L'Express depuis 2021

## Collaborations journalistiques (1987-2021)
- Le Nouvel Observateur - V.S.D - Passages - Le Temps Retrouvé - L'Officiel de la Mode - L'Officiel Hommes - Le Quotidien de 89 - Le Temps de Vivre - Mensuel - Libération - Valeurs Actuelles - Le Quotidien de la République - Le Canard Enchaîné - 60 millions de consommateurs.

## Quelques contributions
- in Libération :
  - « Culture de la mémoire, culture du malheur – Tribune », 29 avril 1995.
  - « Le Bon Juif selon Le Pen – Tribune », 16 juin 1995.
  - « Commémorer d'autres génocides – Tribune », 26 janvier 1995.
  - « En finir avec la Paix des dupes – Tribune », 1er octobre 1997.
  - « Israël doit trouver les mots – Tribune », 4 novembre 2000.
- in Le Monde :
  - « Le trouble des Juifs de France », de Jean-Michel Dumay, 24 septembre 1993.
- in Le Nouvel Observateur
  - Signataire de l'« Appel des 234 : pour une reconnaissance légale du couple homosexuel », 9 mai 1996
- in L'Express
  - Interview John McWhorter
  - Interview Glenn Loury

## Étranger
- in The Jewish Chronicle :
  - « When Henry met Francoise », avec Valerie Monchi, 2 juillet 1993.
  - « Jewish voters face thorny dilemma », avec Valerie Monchi, 28 avril 1995.
  - « The Mitterrand Years: a decade of “ambiguous” Middle-East Policy », avec Valérie Monchi, 26 mars 1993.
  - « Mitterrand's vichyst past: new facet in complex history with Jews », de Valérie Monchi, 30 septembre 1994.
  - « “Stupid mistake” leads to “Dachau” knickers », de Stéphane Trano, 7 octobre 1994.

## Affiliations
- Fédération internationale des journalistes (Bruxelles)
- Society of Professional Journalists (Indianapolis)
- Missouri School of Journalism (Columbia)